# Холинс (Вирџинија)
Холинс (енгл. Hollins) насељено је место без административног статуса у америчкој савезној држави Вирџинија.

## Демографија
По попису из 2010. године број становника је 14.673, што је 364 (2,5%) становника више него 2000. године.
| Група             | 2000.          | 2010.          |
| Белци             | 12.885 (90,0%) | 12.271 (83,6%) |
| Афроамериканци    | 855 (6,0%)     | 1.282 (8,7%)   |
| Азијати           | 266 (1,9%)     | 475 (3,2%)     |
| Хиспаноамериканци | 147 (1,0%)     | 427 (2,9%)     |
| Укупно            | 14.309         | 14.673         |